# Þorsteins þáttr tjaldstœðings
Þorsteins þáttr tjaldstœðings es una historia corta islandesa (þáttr) que trata sobre un colono de Islandia llamado Þorstein cuyo apodo refleja su tendencia a ofrecer refugio para los viajeros enfermos y que nadie más estaba dispuesto a ayudar. Una versión nórdica del Buen Samaritano. 